# Schicksalsbrunnen (Stuttgart)

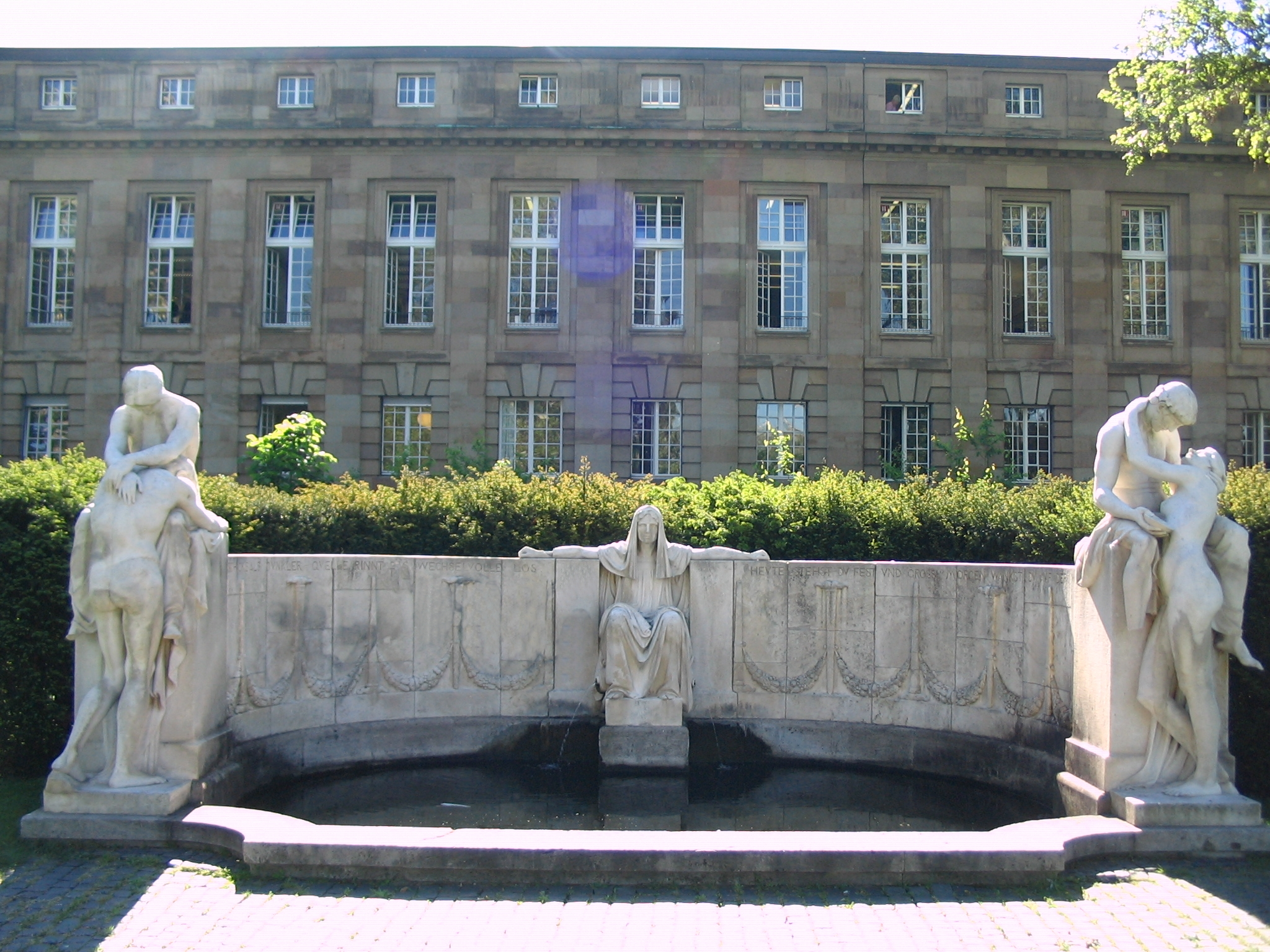
Der Schicksalsbrunnen in Stuttgart

Der Schicksalsbrunnen ist ein Brunnen im Oberen Schlossgarten in Stuttgart, der zum Gedenken an die 1910 ermordete Opernsängerin Anna Sutter geschaffen wurde. Er wurde 1914 vom Bildhauer Karl Donndorf (1870–1941) im Jugendstil gestaltet und gilt als einer der bedeutendsten Brunnen dieser Stilrichtung in Deutschland.

## Geschichte
Karl Donndorf schuf zusammen mit den Bildhauern Richard und Willy Schönfeld diesen Brunnen zum Gedenken an die deutsch-schweizerische Opernsängerin Anna Sutter, die 1910 von einem früheren Liebhaber ermordet worden war. Der Brunnen wurde 1914 am Künstlereingang der damaligen Württembergischen Staatsoper (heute Opernhaus des Staatstheaters Stuttgart) errichtet, der sich an der damaligen Neckarstraße befand (heute heißt dieser Straßenabschnitt Konrad-Adenauer-Straße).
1963 wurde der Schicksalsbrunnen auf die andere Seite des Gebäudes an seinen heutigen Standort in den Oberen Schlossgarten zwischen Oper und Schauspiel versetzt. Unterhalt und Betrieb des Brunnens werden von der Stadt Stuttgart, der Stiftung Stuttgarter Brünnele und sogenannten Brunnen-Paten finanziert. Er ist normalerweise etwa von Mitte Mai bis Mitte September in Betrieb.

## Symbolik
Thema des Brunnens ist das wechselhafte Schicksal, das die Menschen sowohl als Bühnenfiguren als auch im wirklichen Leben mit Freude und Leid konfrontiert. Der Brunnen ist in einem Halbrund gestaltet, in dessen Mitte die Schicksalsgöttin mit ausgebreiteten Armen sitzt. In ihren geschlossenen Händen hält sie das Schicksal der Menschen verborgen. Rechts und links von der Göttin an den Enden des Halbrunds stehen zwei Liebespaare, die Freude und Leid symbolisieren.
| - Allegorie des Leids | - Schicksalsgöttin | - Allegorie der Freude |

Zur linken Hand der Schicksalsgöttin befindet sich die Allegorie der Freude. Sie zeigt ein Liebespaar, bei dem ein sitzender Mann einen Siegeskranz trägt und die volle Schale des Lebens in der Hand hält – eine Frau schaut glücklich zu ihm auf. Donndorf hatte das Motiv der Lebensschale in der Hand eines jungen Mannes bereits ein Jahr zuvor 1913 bei dem ebenfalls von ihm gestalteten Jünglingsbrunnen in der ehemaligen Arbeitersiedlung Ostheim in Stuttgart-Ost verwendet.
Zur rechten Hand der Schicksalsgöttin ist die Allegorie des Leids. Sie zeigt ein Paar, bei dem ein verzweifelter Mann seinen Kopf im Schoß einer sitzenden Frau verbirgt.
Außerdem trägt der Schicksalsbrunnen folgende Inschrift:
AUS DES SCHICKSALS DUNKLER QUELLE

RINNT DAS WECHSELVOLLE LOS

HEUTE STEHST DU FEST UND GROSS

MORGEN WANKST DU AUF DER WELLE